# Muzeum Kanału Bydgoskiego

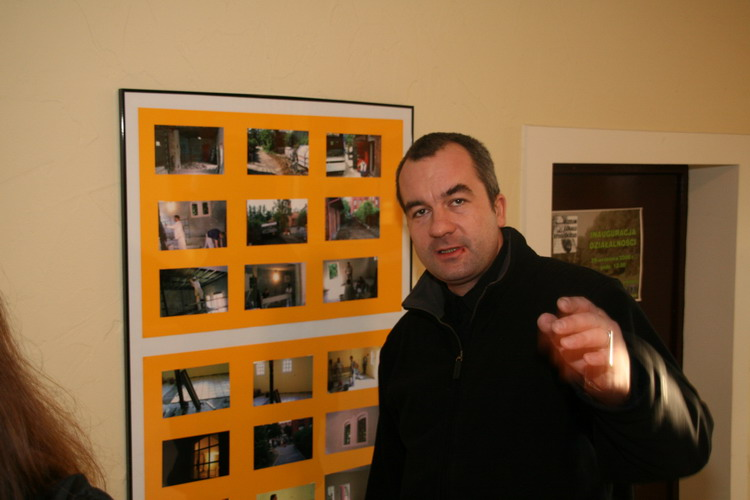
Sebastian Malinowski - patron i założyciel Muzeum Kanału Bydgoskiego

Muzeum Kanału Bydgoskiego – muzeum związane z Kanałem Bydgoskim i Bydgoskim Węzłem Wodnym mieszczące się w budynku przy ul. Staroszkolnej 10 w Bydgoszczy.

## Historia
Orędownikiem i pomysłodawcą powstania muzeum był historyk, nauczyciel i działacz społeczny Sebastian Malinowski. Pomysł jego powstania narodził się w 2004 r., kiedy obchodzono jubileusz 230-lecia budowy Kanału Bydgoskiego. Spotkanie Komitetu Założycielskiego odbyło się 31 marca 2005 r. w III LO – szkole, która od 1879 r. mieści się w rejonie plant nad Kanałem Bydgoskim. Fundatorami i wykonawcami remontu budynku-siedziby byli lokalni przedsiębiorcy, w tym zwłaszcza  Krzysztof Wiśniewski.
29 września 2006 r. nastąpiło uroczyste otwarcie muzeum w wyremontowanym pomieszczeniu na terenie III Liceum Ogólnokształcącego w Bydgoszczy. Z tej okazji odbyło się sympozjum historyczno-literackie, w którym udział wzięli historycy, naukowcy i pisarze z Bydgoszczy i regionu. Pierwszym kustoszem był od września 2006 do przedwczesnej śmierci w lutym 2008 r. – Sebastian Malinowski.
20 czerwca 2021 r. została otwarta nowa siedziba muzeum w budynku dawnego przedszkola przy ul. Staroszkolnej 10, w którym znajduje się również Centrum Edukacyjno-Społeczne na Okolu.
W 2022 w pobliżu muzeum powstał mural, przedstawiający inicjatorów budowy Kanału Bydgoskiego (Fryderyk Wielki, Franz von Brenkenhoff).

## Działalność
Statutowymi celami działalności muzeum są m.in.:
- gromadzenie i udostępnianie pamiątek związanych z Bydgoskim Węzłem Wodnym,
- ocalenie pamięci o twórcach kanału oraz o ludziach, którzy swoje życie związali z żeglugą śródlądową i hydrotechniką,
- przedstawianie Bydgoszczy widzianej z perspektywy wody, oraz roli Bydgoskiego Węzła Wodnego  w Polsce i w Europie,
- upowszechnianie tradycji handlu i żeglugi bydgoskiej,
- popularyzacja plant nad Starym Kanałem Bydgoskim.

## Ekspozycja
Muzeum eksponuje zdjęcia i eksponaty przedstawiające Kanał Bydgoski, pracę, żeglugę  oraz życie codzienne toczące się nad kanałem. Ekspozycja zawiera między innymi wystawę pt. „Kanał Bydgoski”, kopię obrazu Christiana Rode pt. „Fryderyk Wielki oglądający plany Kanału Bydgoskiego”, mundury marynarzy i szyprów żeglugi śródlądowej, hamburkę – wioślarską dębową łódź z 1920 roku, którą pływano po Brdzie i kanale jeszcze w II połowie XX wieku, a także przedmioty związane z pracą barkarzy i innych osób związanych z żeglugą śródlądową.
W Muzeum Kanału Bydgoskiego prowadzona jest również działalność edukacyjna, lekcje muzealne na temat historii Kanału Bydgoskiego oraz żeglugi w Bydgoszczy.

## Zwiedzanie
Zwiedzanie muzeum jest możliwe od wtorku do piątku w godz. 10.00 - 18.00 oraz w sobotę i w niedzielę w godz. 12.00 -16.00 Wstęp jest bezpłatny.